# Chris Botti
Chris Botti (* 12. října 1962) je americký trumpetista. Své první album nazvané First Wish vydal v roce 1995 (vydavatelství Verve Forecast Records). V letech 1998 až 2000 byl členem skupiny Bruford Levin Upper Extremities, v níž působili také Bill Bruford, David Torn a Tony Levin. V roce 2001 podepsal smlouvu se společností Columbia Records a nadále se věnoval vydávání vlastních nahrávek. Během své kariéry spolupracoval s mnoha hudebníky, mezi něž patří například Bobby Colomby, Sting, Cyro Baptista, Mark Knopfler, Michael Brecker a Pino Palladino. Několikrát byl nominován na cenu Grammy, kterou v roce 2013 získal.